# ماستر زد: إيب مان ليجاسي
ماستر زد: إرث ييب مان (بالإنجليزية: Master Z: Ip Man Legacy)‏ (بالصينية: 葉問外傳：張天志) هو فيلم صيني عن الفنون القتالية لعام 2018 من إخراج يوين وو بينغ وإنتاج ريموند وونغ ودوني ين، وهو جزء جانبي من سلسلة أفلام (ييب مان) وتم إنتاجه بعد فيلم ييب مان 3 الذي صدر 2015. الفيلم بطولة تشانغ جين وديف باتيستا.

## طاقم التمثيل
تشانغ جين: في دور تشونغ تين تشي، معلم سابق للوينج تشون، والذي خسر أمام «ييب مان» في نزال ثنائي غير علني
ديف باتيستا: في دور أوين ديفيدسون زعيم عصابة تهريب مخدرات ويدير مطعمًا أيضًا
آدا ليو: في دور جوليا
يو شينغ: في دور فو شقيق جوليا وخبير سابق في فنون القتال ومالك لحانة الذهب
ميشيل يوه: في دور تسو نجان كوان زعيمة عصابة «التشانج لوك» للجريمة المنظمة، والتي تريد تحويل العصابة إلى كيان تجاري شرعي، والأخت الكبرى لتسو ساي كيت
توني جا: في دور المحارب سعدي (يظهر ظهور خاطف)
كيفن تشينغ: في دور تسو ساي كيت، الأخ الأصغر لتسو نجان كوان والذي يدير مستودع الأفيون قبل أن يصبح بائع مخدرات متجولًا بدون علم أخته في شارع بار
كريسي تشو: في دور نانا مدمنة مخدرات وصديقة حميمة لجوليا
باتريك تام: في دور ما كينج سانج، وهو زعيم ثالوث محلي وتلميذ عند معلم فنون قتالية سابق
بريان باريل: في دور ضابط شرطة بريطاني فاسد
فيليب كونغ: في دور الضابط فآي من هونج كونج ولديه شكوك من عمله تحت إشراف البريطانيين
ين واه: ضيف شرف

## أحداث الفيلم
يعيش تشيونغ تين تشي حياة كئيبة بعيدا عن الأنظار، خصوصا بعد هزيمته من قبل المعلم ييب مان، يعيش أجيرا لتعليم الفنون القتالية لمن يدفع، لفترة وجيزة، ثم يقرر التفرغ لتربية إبنه والبعد تماما عن الفنون القتالية. يملك تين تشي متجر بقالة صغير، ويذهب ابنه للمدرسة وهو في طريقه لتسليم بعض مواد غذائية لأحد العملاء، وفي هذه الأثناء تكون جوليا تسدد ديون صديقتها نانا مدمنة المخدرات، إلى كيت رئيس عصابة المخدرات الذي يطالب بفوائد الديون، وتبدأ معركة بين جوليا والعصابة في نفس الوقت يصل تين تشي ويقضي على العصابة بمفرده. تطلق الشرطة سراح كيت، لعلاقاته المشبوهة مع الشرطة، كما يطلق سراح جوليا ونانا عند حضور أخيها مالك حانة الذهب، وأخيرا يطلق سراح تن تشاي. يقرر كيت القضاء على تين تشي، وتقوم عصابته بحرق متجر البقالة، وينقذ تين تشي ابنه من الحريق بصعوبة. تعرض جوليا عليه المأوى في منزل فو، والعمل في البار الخاص بأخيها لدفع الإيجار. يقرر تين تشي الإنتقام لإصابة ابنه في الحريق ويضرم النار في مستودع مخدرات كيت، وتحاول كوان شقيقة كيت تهدئته ومنعه من الإنتقام وهي التي تريد تحويل العصابة إلى كيان تجاري شرعي، ولهذا تذهب إلى تين تشي لتعرض عليه التخلي عن القتال مع أخيها وتدفع له تعويض مالي ويرفضه تين تشي لأنه احرق مستودع مخدرات أخيها.
يعمد كيت إلى البعد عن سيطرة كوان ويبدأ العمل لصالح أوين ديفيدسون زعيم عصابة لتهريب المخدرات ومدير مطعمًا أيضًا، وعند معرفة تين تشي بهذا، يقوم بإبلاغ كوان التي تعده بحسم هذه الامور. يتم العثور على نانا جثة هامدة في زقاق خلفي بعد أن أجبرها كيت وعصابته على تعاطي جرعة زائدة، وينطلق تين تشي وفو في طريقهما إلى مقر كيت وكوان، ويحدث قتال يسفر عن قطع ذراع كيت الأيمن الذي ينهار ويكشف عن مخزن المخدرات، التي يستولى عليها الثنائي (تين تشي وفو)، ثم يستدعي فو وسائل الإعلام ليكشف لهم صناديق المخدرات. يقوم ضباط شرطة بريطانيون فاسدون باتهام فو بتهمة مخدرات كاذبة، وبعد إلقاء القبض عليه، يسلموه إلى ديفيدسون ليُقتل في معركة غير عادلة. يكتشف تين تشي ما حدث ويدخل في معركة مع ديفيدسون، حيث يستعيد ثقته في استخدام فن قتال الوينج تشون إلى الأبد. يحاول مفوض الشرطة الفاسد القبض على تين تشي ولكن يتم إعتقال المفوض بتهمة الفساد وسط تصفيق الحاضرين. يحاول ديفيدسون الهروب من الفوضى التي تلت ذلك، ولكن يغتاله قاتل مأجور استأجرته كوان قبل مغادرة هونغ كونغ مع كيت. في المشهد الأخير يعود الصفاء ويجلس تين تشي وإبنه مع جوليا لتناول عشاء متواضع.

## توزيع الفيلم
تم إصدار الفيلم في أمريكا الشمالية على أقراص (دي في دي) و (بلو راي) من خلال شركة التوزيع الأمريكية «جو ويل لوسائل الترفيه الأمريكية» في 23 يوليو 2019. في الأسبوع الأول من صدوره، تم بيع 11940 دي في دي و 18446 بلو راي، بإجمالي مبيعات تقدر بمبلغ 430000 دولار.

## استقبال الفيلم
منح موقع «روتن توميتوز» الذي يقوم بتجميع آراء النقاد، تقييم بنسبة 89% بناء على 35 تعليق من النقاد (ذلك يمثل درجة 6.59 من 10)، حيث كتب الناقد جلين كيني من صحيفة نيويورك تايمز: «يقدم الفيلم العديد من الأشياء التي تأمل أن تفعلها، بشكل أساسي تقديم سلاسل قتال مبتكرة»، وكتب الناقد سيمون ابرامز في موقع روجر ايبرت: «إذا كان لا بد من وجود المزيد من أفلام (ييب مان)، آمل أن تكون مبهرة وصالحة مثل هذا الفيلم»، وكتب ريتشارد كيوبرز من مجلة فاراياتي: «على الرغم من شخصيته المحددة بخفة، فإن تشانغ جين يصيب الهدف باعتباره رجلًا محبوبًا يحاول وضع العنف وراء ظهره، ويمنح  الشياطين الداخلية أجازة»، أيضا كتب فيكتور ستيف من موقع «هذا الرف That Shelf»: «يتميز الفيلم بعدد ليس كبير من القتال الذي يستحق ثمن تذكرة حضور الفيلم»، ومن موقع «سبيكترام كالتشر Spectrum Culture» كتب دومينك جريفين: «يمتد الفيلم إلى ابعد الحدود التي يمكن للمشاهد ان يراه ليس فقط  فيلم عن السيرة الذاتية، بل يصل الفيلم إلى خيال المعجبين». حصل الفيلم على متوسط نقاط (72 من أصل 100) بناءً على 14 تعليق من النقاد في موقع «ميتاكريتك Metacritic». كتبت إليزابيث كير من هو مجلة «هوليوود ريبورتر The Hollywood Reporter»: «الفيلم ليس لديه الكثير في ذهنه إلى جانب تقديم المعارك، وهو ناجح في هذا الجانب»، وكتب  إدموند لي من صحيفة هونغ كونغ «جريدة جنوب الصين الصباحية South China Morning Post»: «هو بلا شك وليمة لمحبي أفلام فنون الدفاع عن النفس»، ومنح الفيلم درجة (3.5 من 5) نجوم.

### متابعة
تم اعلان عن فيلم جديد للبطل تشانغ جين بتاريخ أبريل 2019 ويقال إن التكملة تتطلب خفضًا في الميزانية إلى ثلاثة عشر مليونًا بدلا من تكلفة 28 مليون التي تكلفها فيلمنا هذا.

## وصلات خارجية
ماستر زد: إيب مان ليجاسي على موقع IMDb (الإنجليزية)
- ماستر زد: إيب مان ليجاسي على موقع ميتاكريتيك (الإنجليزية)
- ماستر زد: إيب مان ليجاسي على موقع روتن توميتوز (الإنجليزية)
- ماستر زد: إيب مان ليجاسي على موقع قاعدة بيانات الأفلام العربية
- ماستر زد: إيب مان ليجاسي على موقع ألو سيني (الفرنسية)
- ماستر زد: إيب مان ليجاسي على موقع أول موفي (الإنجليزية)
- ماستر زد: إيب مان ليجاسي على موقع بوكس أوفيس موجو (الإنجليزية)
- ماستر زد: إيب مان ليجاسي على موقع فيلمافينيتي (الإسبانية)
- ماستر زد: إيب مان ليجاسي على موقع قاعدة بيانات الفيلم (الإنجليزية)
- ماستر زد: إيب مان ليجاسي على موقع ليتربوكسد (الإنجليزية)